# اسکات کندی

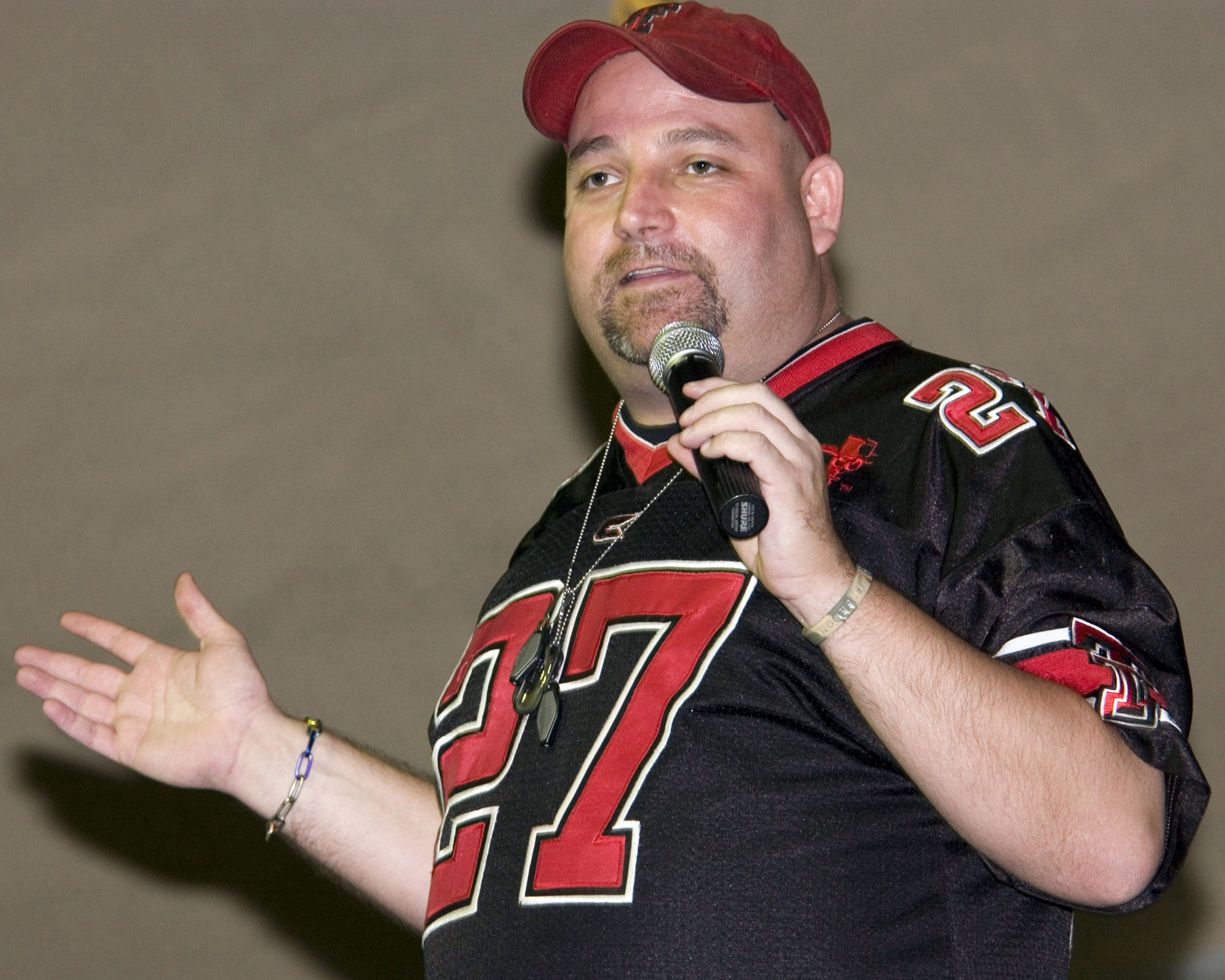
اسکات کندی

اسکات کندی، از مؤسسین و عضو هیئت مرکز منابع خشونت پرهیزی است و جایزهٔ آموزش و پرورش صلح ال هیبری را در سال ۲۰۰۸ در واشینگتن دریافت کرد. این جایزه سالانه از سوی خانواده ال هیبری و برنامه‌ای که در دانشگاه امریکن یونیورستی تحت خشونت پرهیزی بین‌الملل و برنامه‌های حل تعارض وجود دارد، اهداء می‌شود.
آقای سام فار از ایالت کالیفرنیا یک بیانیه تبریک برای آقای کندی قرائت کرد تا ادای احترامی به او و کار او کرده باشد. آقای فار، کندی را با مهاتما گاندی، مارتین لوتر کینگ و نلسون ماندلا مقایسه کرد و از او به عنوان یک" مرد حقیقی صلح " نام برد. اسکات کندی یکی از بنیانگذاران شاهد صلح مرکز منابع برای عدم خشونت وصلح آفرینان ادیان است که هیئت‌های آموزشی به آن دسته از کشورهایی که مردمش از جنگ، فقدان فرصت‌های آموزشی، و بی عدالتی اجتماعی رنج می‌برند، می‌فرستد. عضو کمیته ۱۰۰ برای تبت شورای مشورتی، جستجو
برنده بین‌المللی جایزه صلح پففر ۲۰۱۰

## اعتقادات
بنابه گزارش وبسایت دیسکاور نتورک: "اسکات کندی، شهردار سابق سانتا کروزکالیفرنیا مرتباً از سمت خود در دولت برای پیشبرد دستور کار اسلامی استفاده کرده است. درسمت معاون شهردار، او نامه‌ای به مسافرخانه روز نوشت تا رفتار این مسافرخانه را در حمایت از هتل ساحلی در بخش یهودی نشین نوار غزه را محکوم کرده باشد. به عنوان یک عضو شورا، اونامه‌ای به معاون رئیس جمهور، آقای ال گورنوشت و از او خواست که از اصطلاح اسلامی در مورد جنگ مقدس که تعبیر منفی را به ذهن متبادر می‌سازد، خودداری کند. کندی پیدایش دولت اسرائیل، که ان را "فاجعه" می‌نامد با هولوکاست مقایسه می‌کند. او یکی از بنیانگذاران مرکز منابع برای عدم خشونت درسانتا کروز بود، و او رهبر گروه یاران آشتی است و هیئت صلح آفرینان میان ادیان است.